# Igantzi
Igantzi (spanisch Yanci) ist eine spanische Gemeinde (municipio) in der Comunidad Foral de Navarra mit 591 Einwohnern (Stand: 2024). 

## Lage
Igantzi liegt etwa 45 Kilometer nördlich von Pamplona (Iruna) in einer Höhe von ca. 210 m. Der Fluss Bidasoa fließt von Norden nach Süden durch die Gemeinde. 

## Sehenswürdigkeiten

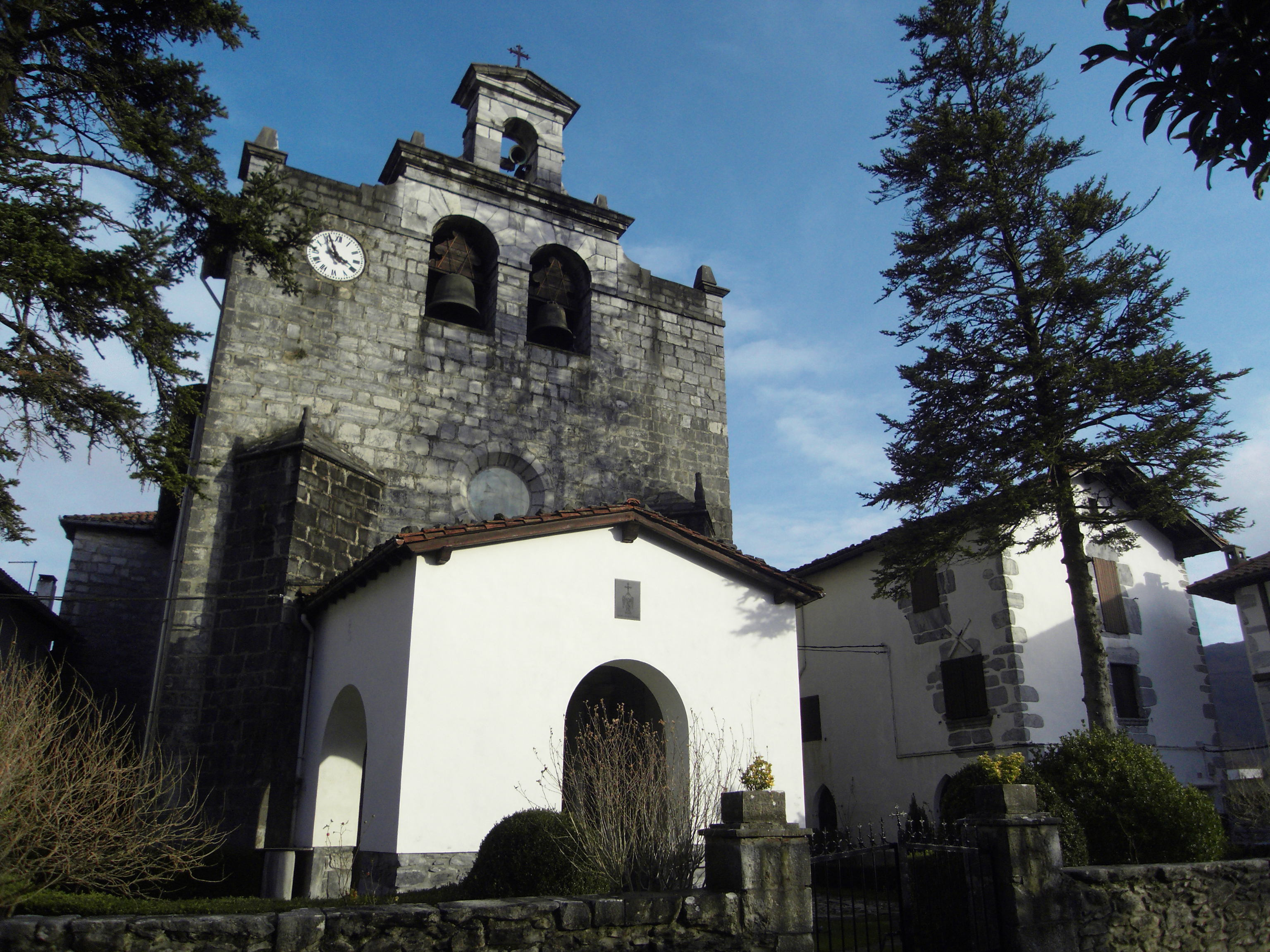
Michaeliskirche
- Johannes-der-Täufer-Kapelle
- Marienkapelle

- Michaeliskirche

## Persönlichkeiten
- Beñat Txoperena (* 1991), Radrennfahrer